# NGC 965
NGC 965 je galaksija u zviježđu Kit.

## Vanjske poveznice
- SEDS: NGC 965